# Gare de Neufchâtel-Hardelot
Gare de Neufchâtel-Hardelot vasútállomás Franciaországban, Neufchâtel-Hardelot településen.

## Vasútvonalak
Az állomást az alábbi vasútvonalak érintik:
- Longueau–Boulogne-vasútvonal

## Kapcsolódó állomások
A vasútállomáshoz az alábbi állomások vannak a legközelebb:
- Gare d’Hesdigneul
- Gare de Dannes - Camiers